# The Cause of It All
The Cause of It All  è un cortometraggio muto del 1915 diretto da Chance E. Ward.

## Produzione
Il film fu prodotto dalla Kalem Company.

## Distribuzione
Distribuito dalla General Film Company, il film - un cortometraggio di una bobina - uscì nelle sale cinematografiche USA il 29 gennaio 1915.